# 霖磐镇
霖磐镇，是中华人民共和国广东省揭阳市揭东区下辖的一个乡镇级行政单位。

## 行政区划
霖磐镇下辖以下地区：
霖磐社区、南塘村、桂东村、桂西村、东风村、德南村、德中村、德北村、联东村、联西村、东洲村和西龙村。